# (4549) Burkhardt
(4549) Burkhardt (1276 T-2) – planetoida z grupy pasa głównego asteroid okrążająca Słońce w ciągu 3,81 lat w średniej odległości 2,44 j.a. Odkryta 29 września 1973 roku.